# Fernanda Lacerda
Fernanda Lacerda Nascimento (São Bernardo do Campo, 12 de agosto de 1988) é uma modelo e influenciadora digital brasileira. Ela é mais conhecida por interpretar a personagem Mendigata no programa Pânico na Band.

## Carreira
Em 2011, participou do concurso Garota Fiolux Série B representando a Portuguesa.
Em 2013, começou a fazer participações no programa Pânico na Band. Em abril de 2014, foi promovida ao cargo de panicat, onde ficou nacionalmente conhecida por interpretar a personagem Mendigata.
Em janeiro de 2014, foi capa da revista Playboy ao lado de Aricia Silva e Veridiana Freitas. Em outubro de 2014, foi capa da revista Playboy pela segunda vez. Em dezembro de 2014, realizou um ensaio sensual para o site Paparazzo.
Em julho de 2018, o funkeiro MC Fabinho lançou uma música em parceria com Fernanda chamada "Tarara Tumtum". Ainda no mesmo ano, participou da décima temporada do reality show A Fazenda, sendo a sétima eliminada.
Em 2020, aventurou-se na política, candidatando-se ao cargo de vereadora em São Bernardo do Campo pelo Partido da Social Democracia Brasileira (PSDB), mas não foi eleita.

## Filmografia
Televisão
| Ano       | Título         | Papel                   | Emissora          |
| --------- | -------------- | ----------------------- | ----------------- |
| 2014-2017 | Pânico na Band | Panicat                 | Rede Bandeirantes |
| 2018      | A Fazenda 10   | Participante (9º lugar) | Record TV         |
| 2025      | Game dos 100   | Participante            | Record TV         |